# Dataganj
Dataganj è una suddivisione dell'India, classificata come nagar panchayat, di 21.672 abitanti, situata nel distretto di Budaun, nello stato federato dell'Uttar Pradesh. In base al numero di abitanti la città rientra nella classe III (da 20.000 a 49.999 persone).

## Geografia fisica
La città è situata a 28° 02' 15 N e 79° 24' 10 E.

## Società

### Evoluzione demografica
Al censimento del 2001 la popolazione di Dataganj assommava a 21.672 persone, delle quali 11.584 maschi e 10.088 femmine. I bambini di età inferiore o uguale ai sei anni assommavano a 4.336, dei quali 2.312 maschi e 2.024 femmine. Infine, coloro che erano in grado di saper almeno leggere e scrivere erano 10.740, dei quali 6.602 maschi e 4.138 femmine.